# At Home with The Dubliners
At Home with The Dubliners è un album discografico dei The Dubliners, pubblicato dalla casa discografica Columbia Records nel 1969.

## Tracce
Lato A
1. God Save Ireland – 1:55 (Tradizionale; arrangiamento The Dubliners)
2. Sam Hill – 3:29 (Tradizionale; arrangiamento The Dubliners)
3. Scholar Teetotaller – 2:17 (Tradizionale; arrangiamento The Dubliners)
4. Dainty Davy – 3:11 (Tradizionale; arrangiamento The Dubliners)
5. High Germany – 2:29 (Tradizionale; arrangiamento The Dubliners)
6. Humpty Dumpty – 1:56 (James Joyce)

Durata totale: 15:17
Lato B
1. Molly Maguires – 1:59 (Bill Martin, Phil Coulter)
2. Cuanla – 2:02 (Tradizionale; arrangiamento The Dubliners)
3. Lowlands in Holland – 2:11 (Tradizionale; arrangiamento The Dubliners)
4. Ragtime Annie – 3:07 (York)
5. Greenland Whale Fishery – 3:05 (Tradizionale; arrangiamento The Dubliners)
6. Saxon Shilling – 1:50 (Tradizionale; arrangiamento The Dubliners)

Durata totale: 14:14

## Musicisti
- Ronnie Drew - voce, chitarra
- Luke Kelly - voce, banjo a 5 corde
- Barney McKenna - banjo tenore, mandolino
- Ciarán Bourke - tin whistle, armonica, chitarra, voce
- John Sheahan - fiddle, tin whistle, mandolino[1]